# Vægtkast (atletik)
Vægtkast er en atletikdisciplin, hvor målet er at kaste en kugle så langt som muligt. Disciplinen er i familie med hammerkast, der benyttes samme kastering men redskabet har en kortere kæde og en tungere vægt. Vægtkast skal af sikkerhedshensyn udføres fra et bur.
Den mest brugte metode til denne kastedisciplin er rotation.
Rotationen er meget lig med den der bruges i hammerkast.
Ligesom i alle andre kastediscipliner, er her også aldersklasser som benytter forskellige vægte:
| Alder     | Vægt      | Dansk rekord                              | Verdens rekord          |
| --------- | --------- | ----------------------------------------- | ----------------------- |
| 16-19 år. | 12.50 kg. | Torben Wolf-Jürgensen Esbjerg AF 23.35 m. |                         |
| 20+ år.   | 15.89 kg. | Jan Bielecki IF Sparta 21.95 m.           | Lance Deal USA 25.86 m. |

I 2003 ændrede Dansk Atletik Forbund reglerne for vægtkast, så der ikke skulle kastes med en vægt på 15 kg, men i stedet på 15,89 kg.
| Atletik | Spire Denne artikel om atletik er en spire som bør udbygges. Du er velkommen til at hjælpe Wikipedia ved at udvide den. |